# 柏度·比利
佩德羅·米格爾·卡多佐·蒙泰羅（Pedro Miguel Cardoso Monteiro，1978年5月2日—），通常稱為柏度·比利（Pedro Pele），是一名出生於葡萄牙的佛得角足球運動員，現在效力英甲球會米爾頓凱恩斯。

## 生平
2006年8月從葡萄牙球會比蘭倫斯轉投修咸頓，剛巧後防缺人，故即時成為正選。以中堅來說，他擁有不俗的傳球能力，故球隊偶爾讓他做防守中場，以增強中場掃蕩力。
2007年夏季以100萬英鎊轉投另一支英冠球隊西布朗。2008年他隨同球隊升班到英超角逐，惟僅一季即回降英冠，於季後約滿遭球會放棄。
2009年11月12日以自由身加盟蘇超球會福爾柯克。隨著福爾柯克季後降班蘇甲，柏度·比利重返英格蘭，以非合約球員形式效力英甲球會米爾頓凱恩斯。